# Amrita Pritam
Amrita Pritam, född 31 augusti 1919, död 31 oktober 2005, var en indisk romanförfattare och poet som skrev på Punjabi och Hindi. Hon anses vara den första framträdande kvinnliga poeten och romanförfattaren som skrev på språket Punjabi. Hon är lika älskad på båda sidor av gränsen mellan Indien och Pakistan. Med en karriär som sträckte sig över sex decennier producerade hon över 100 böcker med poesi, fiktion, biografier, uppsatser, folksånger från Punjabi och en självbiografi. 
Vid Indiens delning i staterna Indien och Pakistan 1947 flyttade hon från Lahore i det nybildade Pakistan till Indien. Hon förblev lika populär i Pakistan som i Indien under hela sitt liv.